# Marie-Noémi Cadiot
Marie-Noémi Cadiot (12. prosince 1828 nebo 1832, Paříž, Francie – 10. dubna 1888, Saint-Jean-Cap-Ferrat, Provence-Alpes-Côte d'Azur, Francie) byla francouzská sochařka, novinářka a spisovatelka 19. století. Byla druhou manželkou Eliphase Léviho a měla s ním dceru; později se rozešli. Cadiotová se později provdala za markýze de Montferrier, ale také se rozešli a ona se 3. září 1872 provdala potřetí, vzala si Maurice Rouviera (17. dubna 1842 - 7. června 1911), francouzského předsedu vlády.

## Životopis
Marie-Noémi Cadiotová se narodila v Paříži a byla druhou manželkou Alphonse Louise Constanta, obecně známého jako Eliphas Lévi. Civilně se vzali na radnici 10. pařížského obvodu dne 13. července 1846 a měli dceru Marii, která zemřela v roce 1854 ve věku sedmi let. Po rozvodu s Constantem si vzala markýze de Montferriera, švagra filozofa a matematika Józefa Maria Hoene-Wrońského. Jako studentka Jamese Pradiera se zúčastnila prací na reliéfech na fontáně Saint-Michel v 6. pařížském obvodu.
Navštěvovala Dámský klub (club des Femmes) Eugénie Niboyetové, psala literární fejetony do Le Tintamarre a Le Moniteur du Soir pod pseudonymem „Claude Vignon“ (převzatý z románu Béatrix de Balzac). Také publikovala pod literárním pseudonymem H. Morel. Císař Napoleon III. jí přiznal penzi 6 000 franků.
Zemřela 10. dubna 1888 v Saint-Jean-Cap-Ferrat a je pohřbena na hřbitově Père Lachaise v Paříži.

## Publikace
- Contes à faire peur, 1857
- Un drama en provincie - La statue d'Apollon, 1863[7]
- Révoltée![8]
- Un naufrage parisien, 1869[9]
- Château-Gaillard, 1874[10]
- Victoire Normand, 1862[11]

## Galerie

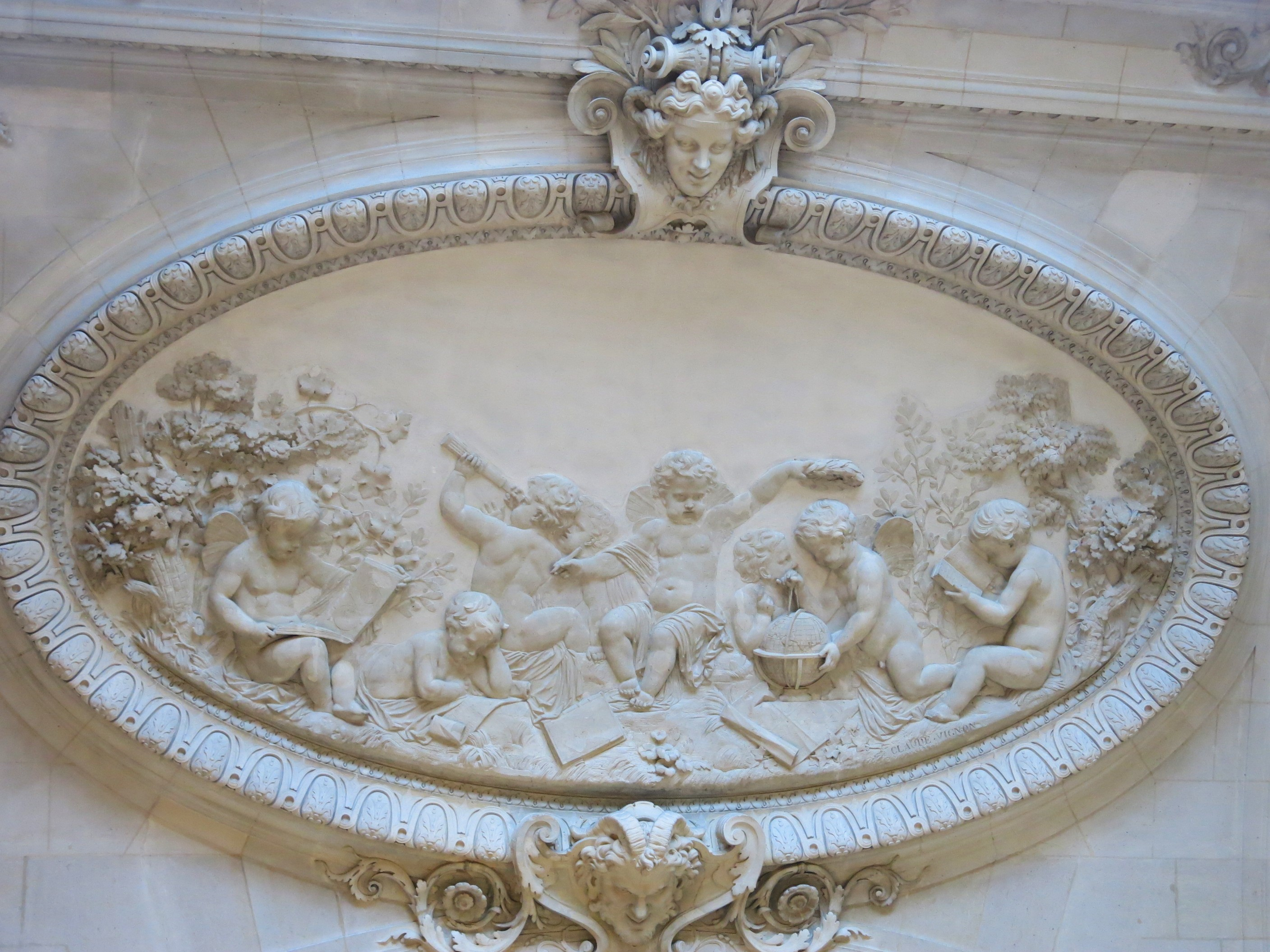
Jean de La Fontaine (1874), radnice v Château-Thierry
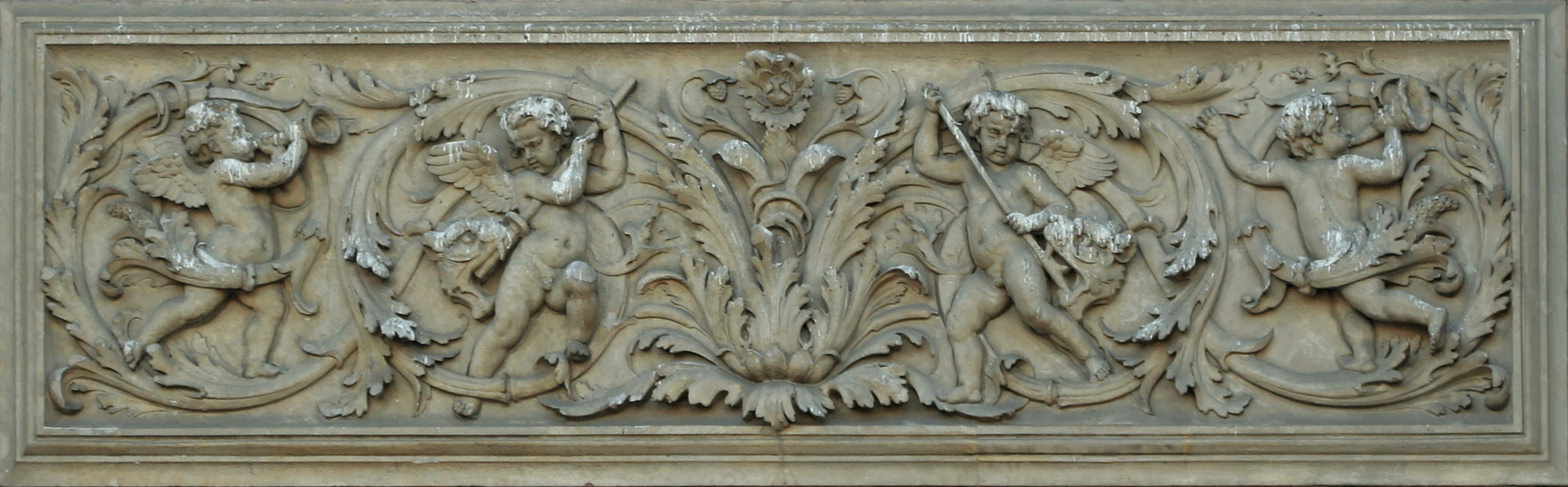
Basreliéf (asi 1858-1860) pro fontánu Saint-Michel v Paříži
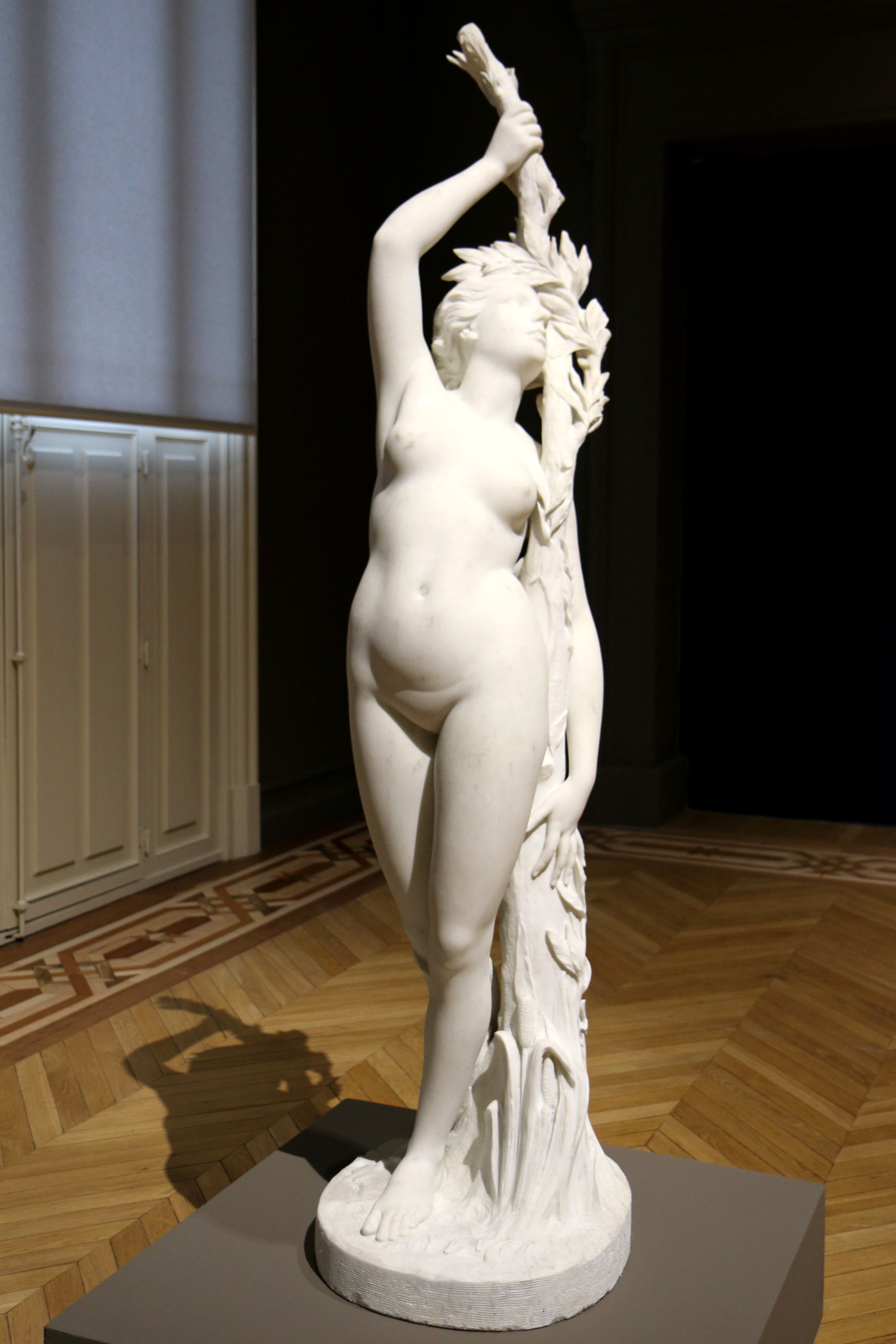
Daphné changée en laurier (1866), Musée des Beaux-Arts v Marseille
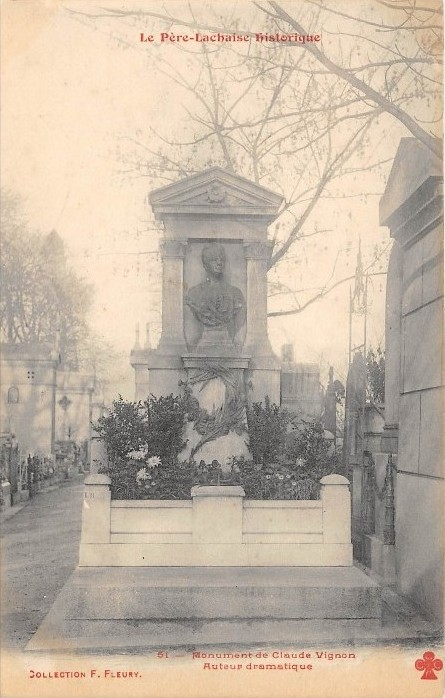
Náhrobek s její bustou, hřbitov Père-Lachaise